# 김일 (프로레슬링 선수)
김일(金一, 일본어: 大木金太郎, 1929년 2월 24일~2006년 10월 26일)은 대한민국의 프로레슬러이다. 그는 프로레슬러 역도산의 제자이다.

## 생애
1929년 전라남도 고흥군 금산면 어전리에서 출생한 김일은 1948년부터 1957년까지는 씨름 선수로 활동하였고 1957년 역도산 체육관 문하생으로 입문하면서 레슬링을 시작했다. 1963년 그의 스승인 역도산이 사망하자 그는 1963년부터 1972년까지 박치기를 특기로 극동 헤비급 챔피언, 올아시아 헤비급 챔피언, 세계 헤비급 챔피언에 오르는 등의 활약을 했다. 한국 프로 레슬링 1세대 격인 장영철과 천규덕 등과 함께 레슬링의 전성기를 꾸려가다 1995년 현역에서 은퇴했다. 현역 시절의 라이벌로는 일본의 안토니오 이노키가 있었는데 김일 선수가 병환으로 입원하자 문병하기도 했다.
이후 일본으로 건너가 여러 사업을 했지만 모두 실패했다. 게다가 선수 생활의 후유증과 배우자의 사망에 이어 1987년부터는 각종 질병에 시달리다가 1994년 1월에 귀국하였고 서울 을지병원에 입원하여 투병 생활을 하다가 2006년 10월 26일에 그곳에서 향년 78세의 나이로 만성신부전증 및 심장혈관 이상으로 인한 심장마비로 사망했다. 제자로는 이왕표 선수가 있다.

## 소속
- 전 한국프로레슬링연맹 명예고문위원

## 수상 목록
- 1963년 WWA 세계태그챔피언
- 1964년 북아메리카 태그챔피언
- 1965년 서울 극동헤비급챔피언
- 1966년 도쿄 올아시아태그 챔피언
- 1967년 제23대 WWA 세계헤비급챔피언
- 1972년 도쿄 인터내셔널 세계헤비급 태그챔피언
- 1994년 국민훈장 석류장
- 2000년 체육훈장 맹호장

## 이외 이력
- 전 자유민주연합 스포츠문화행정특보위원(2001년)

## 같이 보기
- 역도산
- 천규덕
- 장영철
- 이왕표
- 노지심
- WWA
- 대한프로레슬링연맹